# 傑維斯灣領地
杰维斯湾领地（英語：Jervis Bay Territory）是澳大利亚的联邦直辖领地。杰维斯湾领地是非自治领地，由联邦政府直接管辖。由于杰维斯湾不属任何一州，因此在联邦议会的选举中，居住在杰维斯湾领地的居民选举众议院时算作首都领地西北部的芬納选区选民，选举参议院时算作首都领地选民。
現時杰維斯灣领地的人口數只有611人（2001年人口調查）。傑維斯灣是一個南北16公里長，東西10公里寬的天然港，位於悉尼以南150公里。

## 历史
1915年，聯邦政府向新南威爾士州購買位于杰维斯湾的土地，以作為澳大利亞首都领地的港口及海岸線，新南威尔士州遂按照宪法将杰维斯湾地区划出，上交予联邦政府。1989年前是一直是首都领地的一部分亦為其飛地，直到1988年首都领地取得自治權，才改由联邦政府领地部（Ministry of Territories）管轄。

## 行政
雖然名義上是獨立領地，但行政以至法律上皆依首都領地。